# Карпф, Энн
Энн Карпф (англ. Anne Karpf; род. 8 июня 1950, Лондон) — английская журналистка и публицист. Дочь еврейских иммигрантов из Польши, художника Йозефа Карпфа и пианистки Натальи Карп.
Получила степень бакалавра искусств в Оксфордском университете. С 1975 г. независимый журналист в печатных медиа и на радио. В наибольшей степени сотрудничала с газетой The Guardian, в 2005—2008 гг. еженедельный колумнист раздела «Семья». В 1988—1990 гг. редактор британской версии журнала Cosmopolitan.
Наиболее известна своей публицистикой на темы старения, подытоженной в популярной книге «Как стареть. Школа жизни» (англ. How to Age: The School Of Life; 2014). Опубликовала также книгу о медицинской журналистике в современных медиа (англ. Doctoring the Media: The Reporting of Health and Medicine; 1988), книгу о человеческом голосе (англ. The Human Voice: The Story of a Remarkable Talent; 2007) и в значительной мере основанную на своей семейной истории книгу «Война после: Жить с Холокостом» (англ. The War After: Living with the Holocaust; 1996).
В 2016 году получила докторскую степень в Лондонском столичном университете. С 2019 г. преподаёт там же.